# Калімнос
Калімнос (грец. Κάλυμνος) — грецький острів на південному сході Егейського моря.
Однойменний муніципалітет Калімнос охоплює також острови Псерімос (130 осіб), Телендос (54), Калолімнос (20), Плати (2) і кілька ненаселених острівців (Гларонісіа, Калаврос, Нера, Св. Миколая, Св. Андрія, Пітта). Загальна площа муніципалітету становить 134,544 км², а сумарне населення — 16 441 осіб.

## Географія
Калімнос входить до групи островів  Додеканес (Південні Споради). Він розташований на захід від півострова Бодрум (древній Галікарнас), між островами Кос (на південь, на відстані 12 км) і Лерос (на північ, на відстані менше ніж 2 км). Острів приблизно прямокутної форми, має довжину 21 км і ширину 13 км і займає площу 109 км². Це 26-й за площею грецький острів. Береги порізані та утворюють безліч бухт. Рельєф гористий: вершина Пророка Іллі в центрі острова досягає 760 м, Кіра Псило — 700 м. Питна вода на острові відсутня та завозиться з материкової Греції та з острова Родос.

## Історія
Першими поселенцями на острові були карійці. В античний час історія Калімносу була невідривно пов'язана з історією сусіднього Коса. У середні віки острів став візантійським, а в XIII столітті використовувався Венецією як військово-морська база. приблизно з другої половини XV століття на острів почала претендувати Османська імперія, яка в підсумку завоювала його у 1522 році. В цей період на острові також були лицарі-госпітальєри, які володіли замками Хора та Хризохерія. Однак, на відміну від Родосу та Коса, переселення турків на Калімнос в османський період не спостерігалося.
12 травня 1912  Калімнос був окупований Королівськими ВМС Італії під час Італо-турецької війни. Острів (разом з іншими островами групи) перебував під італійським контролем аж до 1947 року, коли відбулося возз'єднання островів  Додеканес з рештою Греції.
22 жовтня 1943 під час бойових дій в архіпелазі поблизу Калімносу на мінах підірвалися грецький есмінець «Адріас» та британський есмінець HMS Hurworth (L28).

## Населення та економіка
Згідно з переписом населення 2001, в Калімносі проживало 16 441 особа. Калімнос є одним з найбільш густонаселених островів Греції, в силу безперервної традиції багатодітної родини рідко зустрічається в сучасній Греції. Кістяком економіки острова історично був промисел  губок. На острові сьогодні є 3 музеї промислу губок. Значний був внесок остров'ян, що працюють на судах торгового флоту, і грошові перекази емігрантів. В останні десятиліття помітно зросла частка туризму в економіці (з 2006 р. на острові функціонує та аеропорт місцевого значення), але туризм не є основою економіки острова. 
При цьому слід зазначити, що острів в останні десятиліття став одним з центрів світового скелелазіння та приваблює в рік до 8 тис. скелелазів . 
На Калімносі раз на два роки проходить всесвітньо відомий Міжнародний Фестиваль скелелазіння Калімнос, що має неконкурентний характер, а кожне літо тут проводиться Фестиваль дайвінгу Калімносі.
Наприкінці XIX — на початку XX століть, калімніоти промишляли в підводних полях губок в Егейському морі і біля берегів Лівії, Тунісу та Алжиру. 
З обмеженнями, накладеними в післявоєнні роки незалежними північноафриканськими державами, діяльність калімніотів перемістилася на південь Франції, і Марсель став їх європейським торговим центром. 
Але є два заокеанських міста відносини з якими, включаючи двосторонню міграцію населення, можна уподібнити лише з відносинами стародавніх грецьких метрополій і їх колоній. Це — Тарпон-Спрінгс, Флорида, США та Дарвін, Австралія. 
Тарпон-Спрінгс — американське місто з найбільшим відсотком грецького населення, і калімніотів тут проживає 6 тис. осіб. 
Греки селилися тут з 1880 р. і вони, зокрема, калімніоти, принесли сюди й продовжують промисел губок. 
Трохи молодше колонія калімніотів в Дарвіні, але їх тут проживає 8 тис. осіб Грецька є другою після англійської мовою в місті.

## Міста-побратими
- Тарпон-Спрінс
- Дарвін
- Маріуполь